# Hag
För andra betydelser, se Haag (olika betydelser).
Hag är en fiktiv figur i serierna om Spindelmannen.

## Historia
Hag är, även om namnet syftar på något annat, en otroligt vacker kvinna. Hon är en demon som frammanats av Deathwatch och har förmågor som att kunna suga ut livskraften från människor vilket sätter dem i ett komaliknande tillstånd, men efter Deathwatchs död blir hon kvar i människornas värld där hon får klara sig själv, och hennes oerhörda blodtörst leder till katastrof för alla som kommer i hennes värld.
Hon försöker återuppliva sin frammanare genom att offra ett stort antal människor men spindelmannen lägger sig i hennes planer och han besegras lätt av Hag som är honom överlägsen i alla avseenden. När han är besegrad börjar hon suga ut spindelmannens livsenergi men avbryts av Blaze som besegrar henne och räddar spindelmannen. Hon sätts sedan i förvar.